# Cyphosticha pterocola
Cyphosticha pterocola är en fjärilsart som beskrevs av Edward Meyrick 1914. Cyphosticha pterocola ingår i släktet Cyphosticha och familjen styltmalar. Inga underarter finns listade i Catalogue of Life.